# 千字文
『千字文』（せんじもん、中国語ピンイン：Qiānzìwén）は、子供に漢字を教えたり、書の手本として使うために用いられた漢文の長詩である。すべて異なる1000の文字が使われている。

## 概要
南朝・梁（502年 – 549年）の武帝が、文章家として有名な文官の周興嗣（470年 – 521年）に文章を作らせたものである。周興嗣は、皇帝の命を受けて一夜で千字文を考え、皇帝に進上したときには白髪になっていたという伝説がある。文字は、能書家として有名な東晋の王羲之の字を、殷鉄石に命じて模写して集成し、書道の手本にしたと伝えられる。王羲之の字ではなく、魏の鍾繇の文字を使ったという異説もあるが、有力ではない。完成当初から非常に珍重され、以後各地に広まっていき、南朝から唐代にかけて流行し、宋代以後全土に普及した。

## 内容

### 詩
天文・地理・政治・経済・社会・歴史・倫理などの森羅万象について述べている。「天地玄黄」から「焉哉乎也」まで、4字を1句とする250個の短句からなる韻文である。全体が脚韻により9段に分かれている。

### 用字
1000文字すべて異なるものが用いられており、1文字も重複していない。ただし「女慕貞絜」の「絜」と「紈扇員潔」の「潔」は音も意味も同じであり、テキストによっては両方「潔」に作ったり、「潔」の異体字の「㓗」に作るものもある。
教育に用いられてきた一方で、初学者に必須と思われる字でも用いられていないものがある（数字では「一」「三」「六」「七」、方角では「北」、季節では「春」、地理では「山」など）。
233文字が日本の常用漢字外である。

## 千字文の書写
千字文はかつて、多くの国の漢字の初級読本となった。注釈本も多数出版されている。また、書道の手本用の文章に使われ、歴代の能書家が千字文を書いている。中国では智永（隋）、褚遂良（唐）、孫過庭（唐）、張旭（唐）、懐素（唐）、米元章（北宋）、高宗（南宋）、趙子昂（元）、文徴明（明）などの作品が有名で、敦煌文献にも千字文の手本や習字した断片があり、遅くとも7世紀には普及していた。
朝鮮では李朝時代の韓石峰、日本でも巻菱湖（江戸）、市河米庵（江戸）、貫名菘翁（江戸）、日下部鳴鶴（明治）、小野鵞堂（明治）などの作品がある。書道の手本としては、智永が楷書と草書の2種の書体で書いた『真草千字文』が有名である。その後、草書千字文、楷書千字文など、様々な書体の千字文が作られた。また、篆書、隷書、楷書、草書で千字文を書いて並べた『四体千字文』などもある。

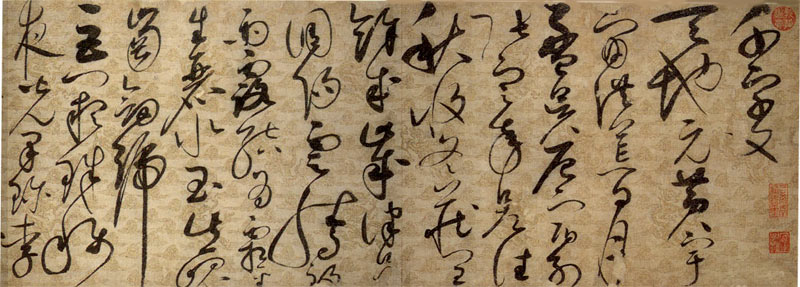
宋徽宗『草書千字文』
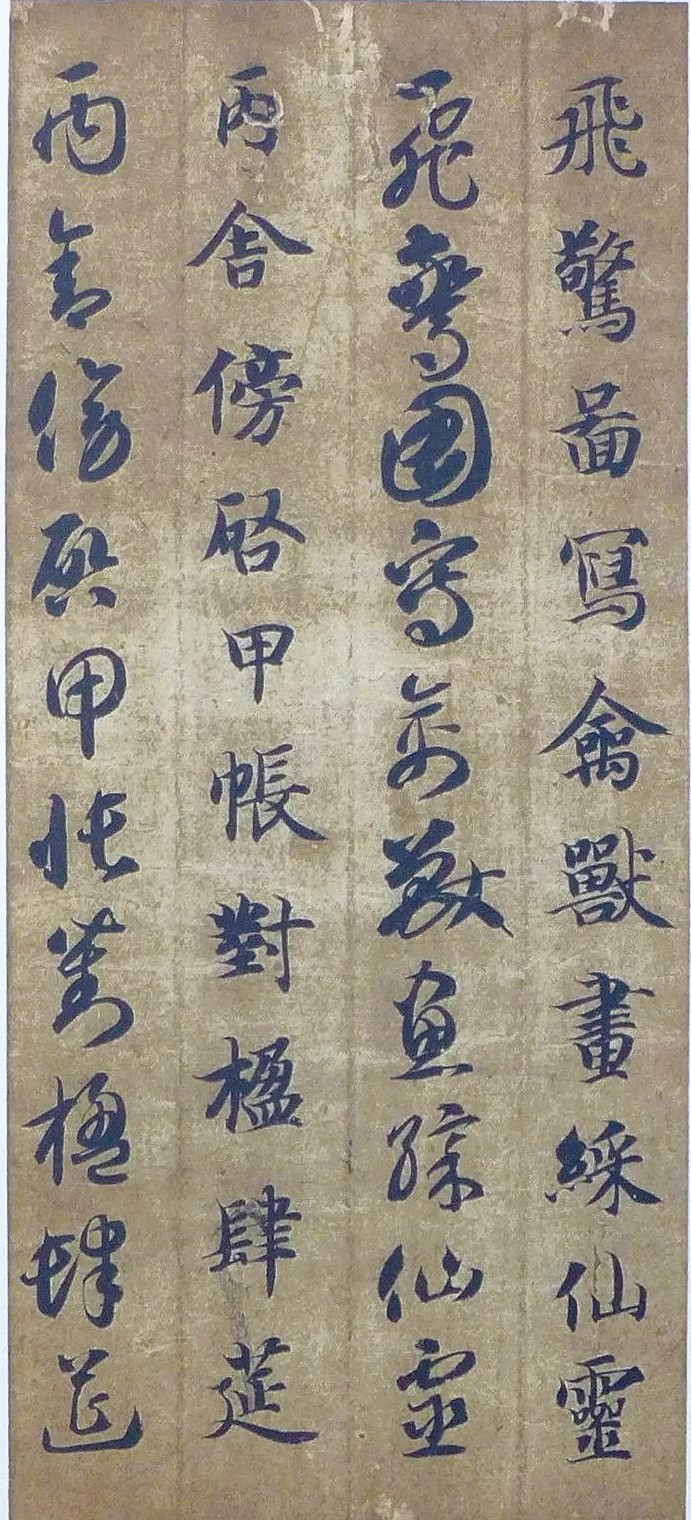
智永『真草千字文』
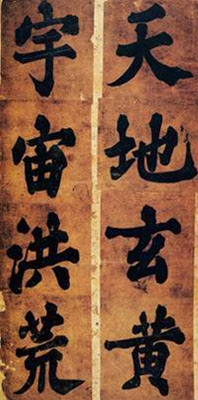
韓濩
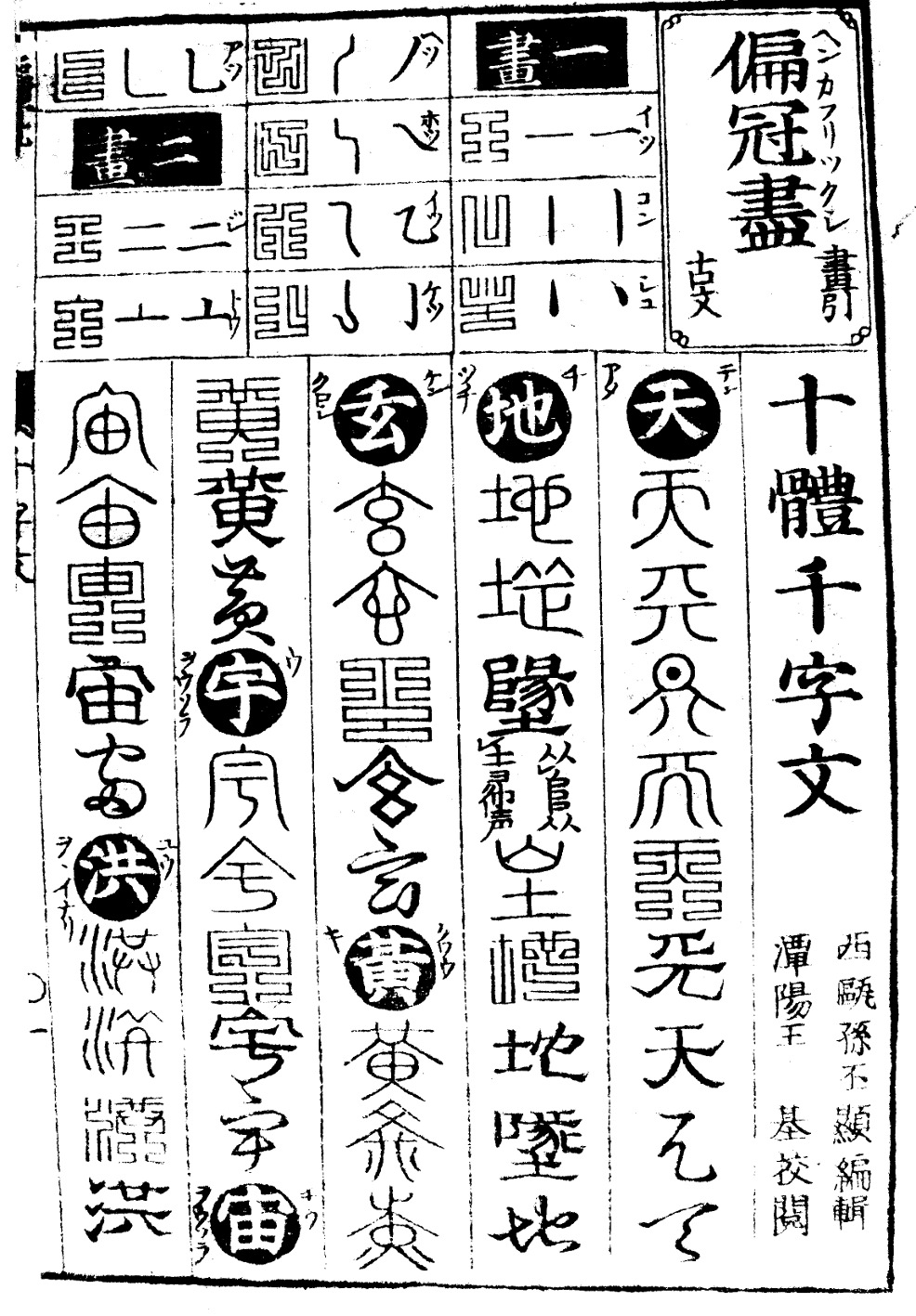
『十体千字文』

## 異なる千字文
その後、『続千字文』（侍其良器、宋時代）、『集千字文』（徐青藤、明時代）など類似本が創作されたが、周興嗣作の千字文が最も普及している。

## 番号としての利用

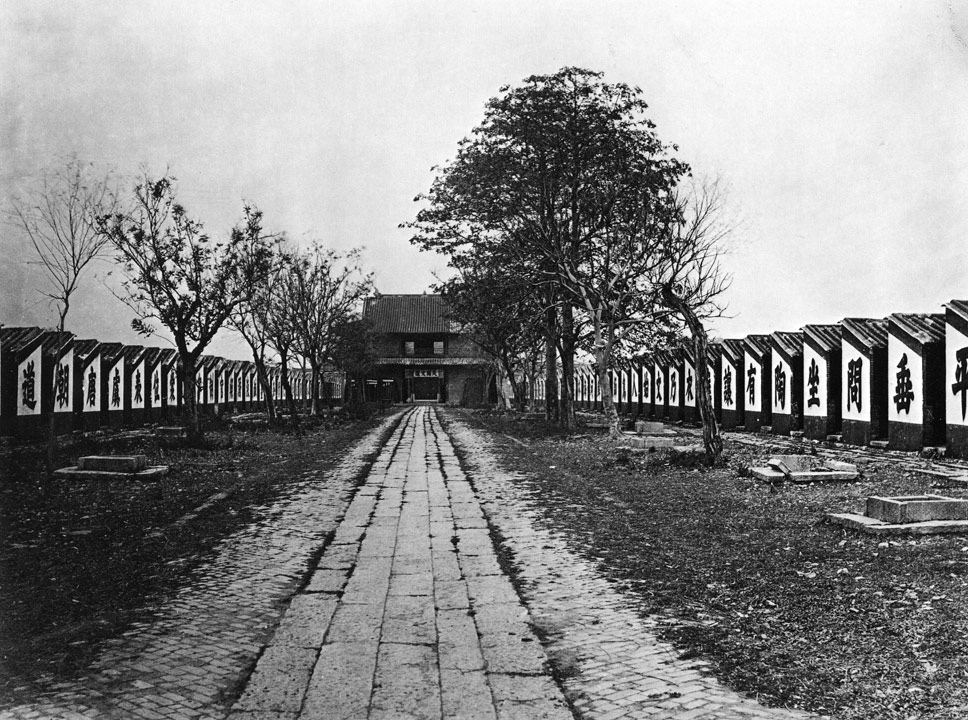
科挙の試験場（広東貢院）

千字文は、日本のいろは順などと同様に、番号として使われることがあった。
- 大蔵経では伝統的に帙を千字文の字で区別する。正統道蔵および万暦続道蔵も5485巻を512の帙に分け、各帙に千字文の「天」から「纓」までの字を振っている。
- 科挙においては、受験者の個室へ行く通路を千字文で区別した[3]。
- 白鴿票（中国語版）という富くじの一種では、千字文の最初の80文字（天から皇まで）からいくつかをハトに選ばせ、いくつ当たったかによって賞金を得るしくみであった。同様の富くじにはほかに山票があった。

## 他国への影響

### 日本
『古事記』では、和邇吉師が応神天皇（在位は5世紀初頭）の治めていた頃の日本へ『千字文』と『論語』10篇を伝えたとされているが、これは『千字文』が成立する以前である。『千字文』は6世紀に成立したので、いまだ成立していない『千字文』が日本に渡来するはずはないとの矛盾は、早く江戸時代に新井白石、伊勢貞丈らによって提起されており、和邇吉師が『千字文』『論語』などの典籍をもたらしたという和邇吉師伝説や、継体欽明朝に五経博士が百済から交代派遣されたとする伝承は、事実とは認め難いとする指摘が多数存在する。そのため、戦前に刊行された岩波文庫の『千字文』（旧版、1937年初版）の解説（安本健吉）では、『古事記』にいう『千字文』は周興嗣の作ったものとは別のものだという叙述をしている。笠原一男は、「漢字はすでに奴国王金印でも知られ、五世紀には刀剣銘文にも用いられているのだから、この記述は王仁を始祖とする西文氏の起源伝承とみるべきだろう。儒教伝来については注目したいことがいろいろある。一つはそれが百済から伝えられたことだ。六世紀の日本は中国との直接交渉がなく、百済を通じて中国南朝の文化を導入したのである」と指摘している。
考古学では各地から見つかる律令期から奈良時代の木簡のなかに、文字の練習や書籍の文字を書き写したものがあり、それを習書と総称するが、この習書木簡に多く観られるのが『論語』と『千字文』であるため、漢字を学ぶ手本として比較的はやく大陸からもたらされたと考えられている。
正倉院へ光明皇后が寄進したときの目録『国家珍宝帳』（751年）には「搨晋右将軍羲之書巻第五十一眞草千字文」があり、国宝の『眞草千字文』がそれだと推定されている。正倉院文書にも千字文を習字した断片があるので、8世紀には習字手本として使用されていた。山口県山口市の吉田遺跡では、8世紀前半の千字文の音義木簡が出土している。また最澄が延暦寺に納めた図書目録にも、唐から持ち帰った拓本の千字文が記録されている。平安時代の日本国見在書目録（890年頃）には、6種類の注釈本が記載されている。南北朝時代には注釈付本が出版され、天正二年（1574年）には習字のための「四体千字文」も刊行された。江戸時代には多数の注釈本が刊行された。
類似本も、12世紀の三善為康の『続千字文』以後、生田万（江戸時代）の『古学千字文』、無名氏『和千字文』などが作られた。
2000年(平成12年)9月10日、地質学者の石渡明は、「平成千字文」と称して現代日本社会において馴染みのある漢語語彙を多用した1000文字のパングラムを大学ホームページ上に発表した。

### 朝鮮

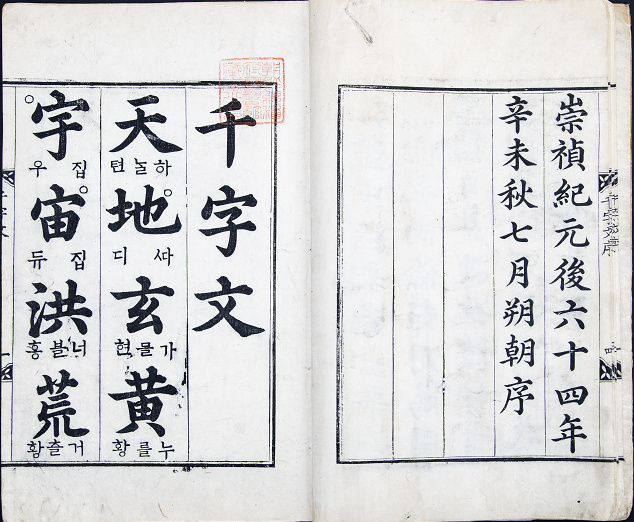
韓石峰による千字文

千字文が朝鮮半島に伝来した年代については諸説あるが、521年、新羅の法興王の治世下で中国南朝の僧侶によって、多くの仏典とともに齎されたというの有力である。
世宗が訓民正音（ハングル）を発布した15世紀以降も、漢字はずっと朝鮮のもっとも重要な文字でありつづけ、千字文は子供の教科書または書の手本として使用された。朝鮮では各漢字を朝鮮語による訓（セギム）と朝鮮漢字音の組み合わせで朗誦する習慣があり、これをハングルで記した2種類の木版本が書物が宣祖の時代（16世紀後半）に出版された。ひとつは1575年に光州で刊行された『光州版千字文』であり、ハングルで注がつけられた最古の千字文である。もうひとつは当時の書の大家であった韓濩（かんこ、号は石峰）の字による『石峰千字文』（1583年刊）である。
光州版と石峰版はほとんど同じ時期に出版されたにもかかわらず、訓が異なっていることがしばしばある。光州版には多くの珍しい訓が含まれているが、16世紀以前の朝鮮の固有語の化石的語彙または全羅道方言の影響を受けたものと考えられる。
『石峰千字文』は日本にはいって和刻本が作られ、それを入手したシーボルトが『日本叢書』の一部として1833年に出版した。メドハーストの『朝鮮偉国字彙』（1835年）の附録につけられた『千字文』もシーボルト本を元にしている。
千字文中の“天”から“水”の44の文字のひとつが常平通宝（朝鮮王朝時代の銭貨）の背面にも刻された。